# Библия Якуба Вуека

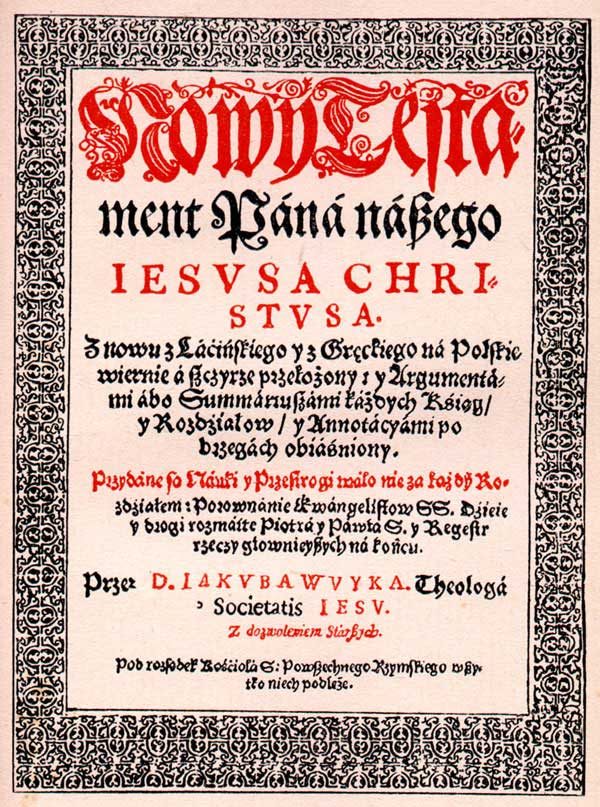
Титульная страница Библии Якуба Вуека 1593 г.

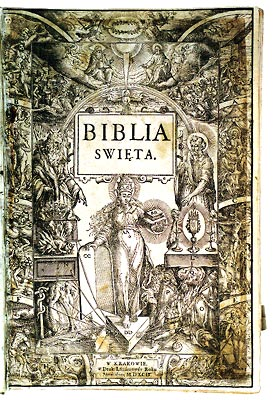
Титульная страница Библии Якуба Вуека 1599 г.

Библия Якуба Вуека (пол. Biblia Jakuba Wujka) — полный перевод Библии на польский язык, осуществлённый ксёндзом-иезуитом, ректором Виленской академии Якубом Вуеком и полностью опубликованный в 1599 году.
Библия Вуека является широко признанным прекрасным переводом Священного Писания, одним из важнейших образцов Ренессанса в Польше.

## История
Я. Вуек работал над переводом с 1584 по 1595 год.
Перевод выполнен с латинского официального издания Вульгаты по решению конгрегации иезуитов в Калише, принятому в 1584 г., заказу властей и с согласия папы Григория XIII.
Новый перевод Библии с латыни Буеком стал проявлением контрреформации на территории Польши, который в предисловии к изданию упрекал протестантских переводчиков за их стремление к красоте слова.
В своей работе Я. Вуек опирался на два издания Вульгаты (1583, 1592). После нового утвержденного издания Вульгаты 1592 года была создана комиссия для проверки перевода Я. Вуек, которая осуществила довольно значительные правки к его переводу. Поэтому издание осуществили лишь через 2 года после его смерти и сохранили его имя. По свидетельству специалистов, перевод перед изданием подвергся правке, сделанной без участия Якуба Вуека, которая осуществлялась специально назначенной иезуитами «Комиссией пяти» и привела к задержке публикации почти на три года: перевод был закончен летом 1596, а опубликован только в 1599 г. (Вуек умер 27 июля 1597 г.). Сообщается, что Якуб Вуек блестяще учился в высших учебных заведениях Кракова, Вены и Рима и «знал все библейские и несколько современных языков».
Библия Якуба Вуека заменила Библию Леополиты и стала основным польскоязычным переводом до момента следующего перевода с оригинала 1965 года (Библия Тысячелетия).